# Hailu Mekonnen
Pour les articles homonymes, voir Mekonnen.
Hailu Mekonnen, né le 4 avril 1980, est un athlète éthiopien spécialiste du fond et du cross-country.

## Carrière
En février 2011, Hailu Mekonnen remporte le marathon de Tōkyō en 2 h 07 min 35.

### Palmarès
| Année | Compétition                    | Lieu         | Résultat | Épreuve                 | Performance     |
| ----- | ------------------------------ | ------------ | -------- | ----------------------- | --------------- |
| 1998  | Championnats du monde de cross | Marrakech    | 3e       | Course junior           | 22 min 51 s     |
| 1998  | Championnats du monde de cross | Marrakech    | 1er      | Par équipes junior      | 16 pts          |
| 1998  | Championnats d'Afrique         | Dakar        | 2e       | 5 000 m                 | 13 min 38 s 19  |
| 1999  | Championnats du monde de cross | Belfast      | 3e       | Cross court             | 12 min s 35     |
| 1999  | Championnats du monde de cross | Belfast      | 3e       | Cross court par équipes | 16 pts          |
| 1999  | Championnats du monde de cross | Belfast      | 1er      | Course junior           | 25 min 38 s     |
| 1999  | Championnats du monde de cross | Belfast      | 2e       | Par équipes junior      | 24 pts          |
| 1999  | Championnats du monde          | Séville      | 7e       | 5 000 m                 | 13 min 18 s 97  |
| 1999  | Jeux africains                 | Johannesburg | 1er      | 1 500 m                 | 3 min 39 s 73   |
| 2000  | Championnats du monde de cross | Vilamoura    | 6e       | Cross court             | -               |
| 2000  | Championnats du monde de cross | Vilamoura    | 2e       | Cross court par équipes | 46 pts          |
| 2001  | Championnats du monde en salle | Lisbonne     | 7e       | 1 500 m                 | 3 min 52 s 72   |
| 2001  | Championnats du monde de cross | Ostende      | 10e      | Cross court             | -               |
| 2001  | Championnats du monde de cross | Ostende      | 3e       | Cross court par équipes | 51 pts          |
| 2001  | Championnats du monde          | Edmonton     | 8e       | 5 000 m                 | 13 min 20 s 24  |
| 2002  | Championnats du monde de cross | Dublin       | 3e       | Cross court             | 12 min 20 s     |
| 2002  | Championnats du monde de cross | Dublin       | 2e       | Cross court par équipes | 32 pts          |
| 2003  | Jeux africains                 | Abuja        | 2e       | 5 000 m                 | 13 min 26 s 73  |
| 2011  | Marathon de Tōkyō              | Tōkyō        | 1er      | Marathon                | 2 h 07 min 35 s |

### Records
| Épreuve       | Performance     | Lieu      | Date            |
| ------------- | --------------- | --------- | --------------- |
| 1 500 mètres  | 3 min 33 s 14   | Rome      | 30 juin 2000    |
| 5 000 mètres  | 12 min 58 s 57  | Rome      | 29 juin 2001    |
| 10 000 mètres | 28 min 01 s 10  | Bruxelles | 30 août 2002    |
| Marathon      | 2 h 07 min 35 s | Tōkyō     | 27 février 2011 |

| Épreuve      | Performance   | Lieu       | Date            |
| ------------ | ------------- | ---------- | --------------- |
| 1 500 mètres | 3 min 35 s 58 | Stuttgart  | 6 février 2000  |
| 3 000 mètres | 7 min 38 s 40 | Birmingham | 20 février 2000 |